# Malmfrid Kyjevská
Malmfrida Kyjevská (norsky a dánsky Malmfrid Mstislavsdatter, rusky Мальмфрида Мстиславна, Maľmfrida Mstislavna; 1105? – po 1137) byla rodem ruská princezna a sňatkem norská královna v době od cca 1110 do 1128 a v letech 1134–1137 královna dánská.

## Původ
Snorri Sturluson ji zmiňuje (Sága o Magnussonovi) jako Malmfred Haraldsdatter, tedy dceru Haralda Valdemarssona, což je jméno, pod kterým je v nordických zemích znám Mstislav I. Kyjevský.
Narodila se jako dcera knížete Kyjevské Rusi Mstislava I. a jeho manželky Kristiny Ingesdotter, švédské princezny, dcery švédského krále Ingeho I. Měla z otcovy i matčiny strany převážně nordický původ a hovořila patrně nordicky ještě před svým příchodem do Norska; do té doby žila v Novgorodu.

## První manželství
V období mezi lety 1116–1120 se provdala za norského krále Sigurda I., králi v té době bylo přes dvacet let, nevěstě mezi 10–15 lety. Sigurda jako dítě oženili s irskou princeznou, ale po smrti jeho otce Magnuse III. bylo nenaplněné manželství anulováno.
Manželství nebylo šťastné a vzešla z něj jediná dcera:
- Kristina (1125–1178); provdala se za norského šlechtice Erlinga Skakke a byla matkou norského krále Magnuse V.

Během manželství s Malmfridou měl Sigurd milenku Borghild Olavsdatter. V roce 1128 manželství nechal anulovat, aby se mohl oženit se ženou jménem Cecilie.

## Druhé manželství
V roce 1130 Sigurd zemřel a králem se stal jeho nelegitimní syn Magnus IV. Norský. Malmfrid odjela do Dánska, kde se v roce 1132 provdala za Erika, který se v roce 1134 stal dánským králem. Z tohoto manželství se nenarodily žádné děti a o Malmfridě pak již nejsou žádné zprávy. Předpokládá se, že zemřela po zavraždění krále, k němuž došlo v roce 1137.
Historikové připisují Malmfridě zorganizování svatby mezi jejím pastorkem, norským králem Magnusem IV. a dcerou její sestry, dánskou princeznou Kristinou Knutsdatter.